# 赫雷斯动植物园
赫雷斯动植物园（西班牙語：Zoobotánico Jerez）是位于西班牙南部安达卢西亚自治区加的斯省赫雷斯-德拉弗龙特拉市的一座动物园兼植物园。

## 历史
1889年为该市的一座花园。1939年成为真正的植物园。1953年成立动物园。

## 动物园
动物园保育中心为小熊猫、阿拉伯大羚羊、秃鹫、隱䴉、蒼羚、非洲草原象、伊比利亞猞猁和白兀鷲等濒危物种建立了专项保护措施，也为本地濒临灭绝的伊比利亚动物群系建设了繁育计划。
动物园经常举办活动，以促进青年对动物保护的认识；还定期召开与动物保护相关的专题会议。

## 图集

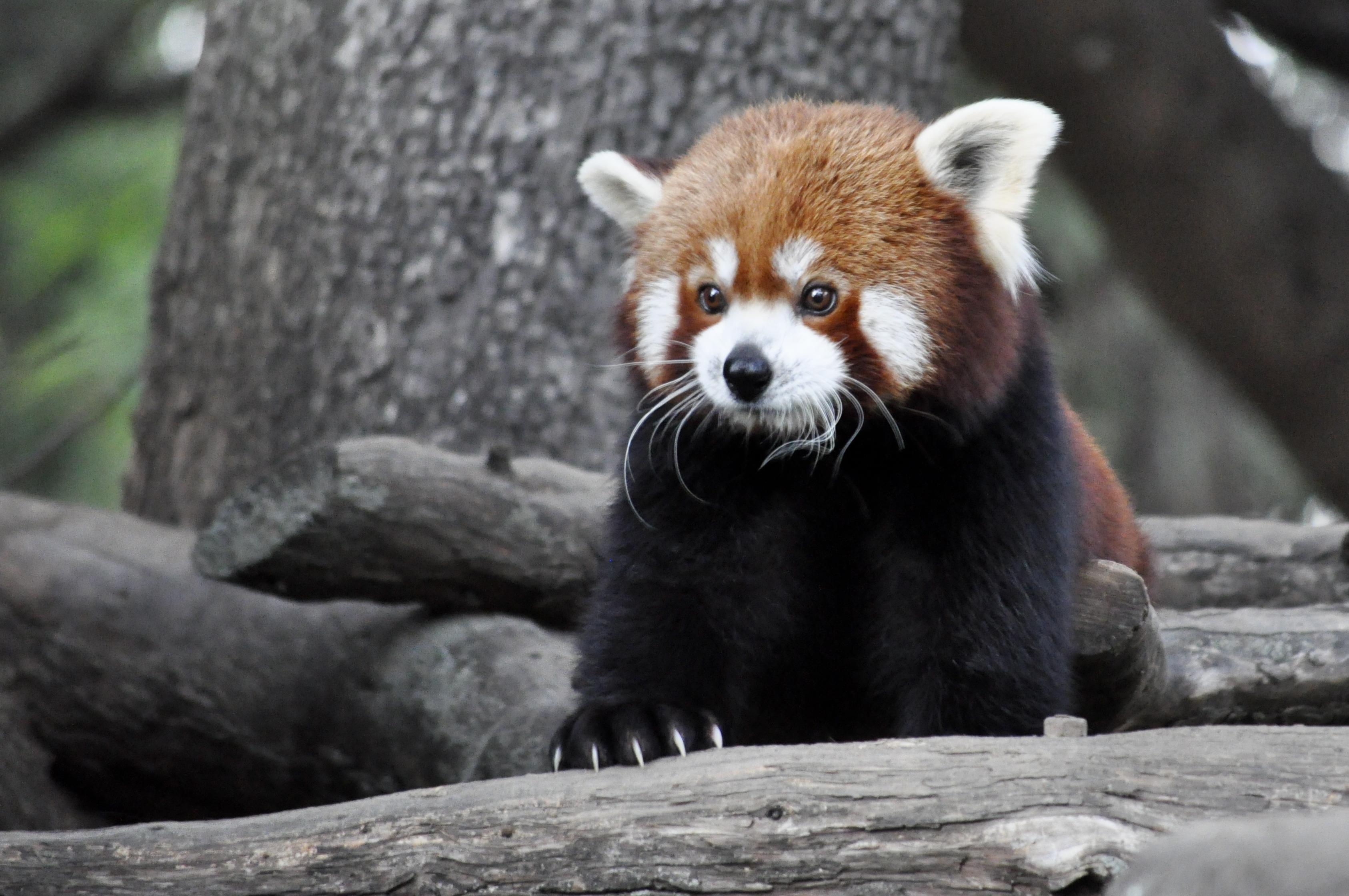
小熊猫
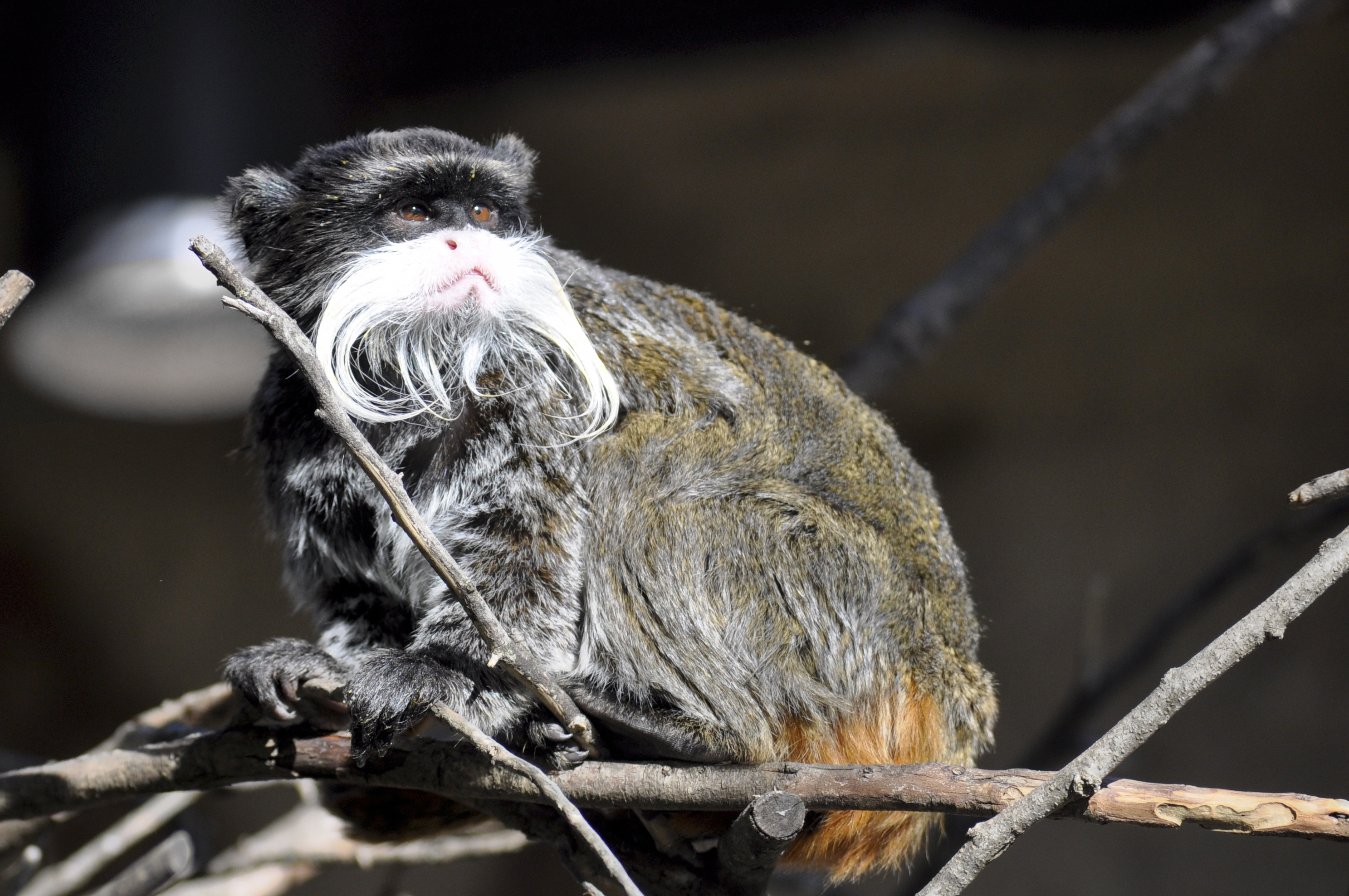
皇狨猴
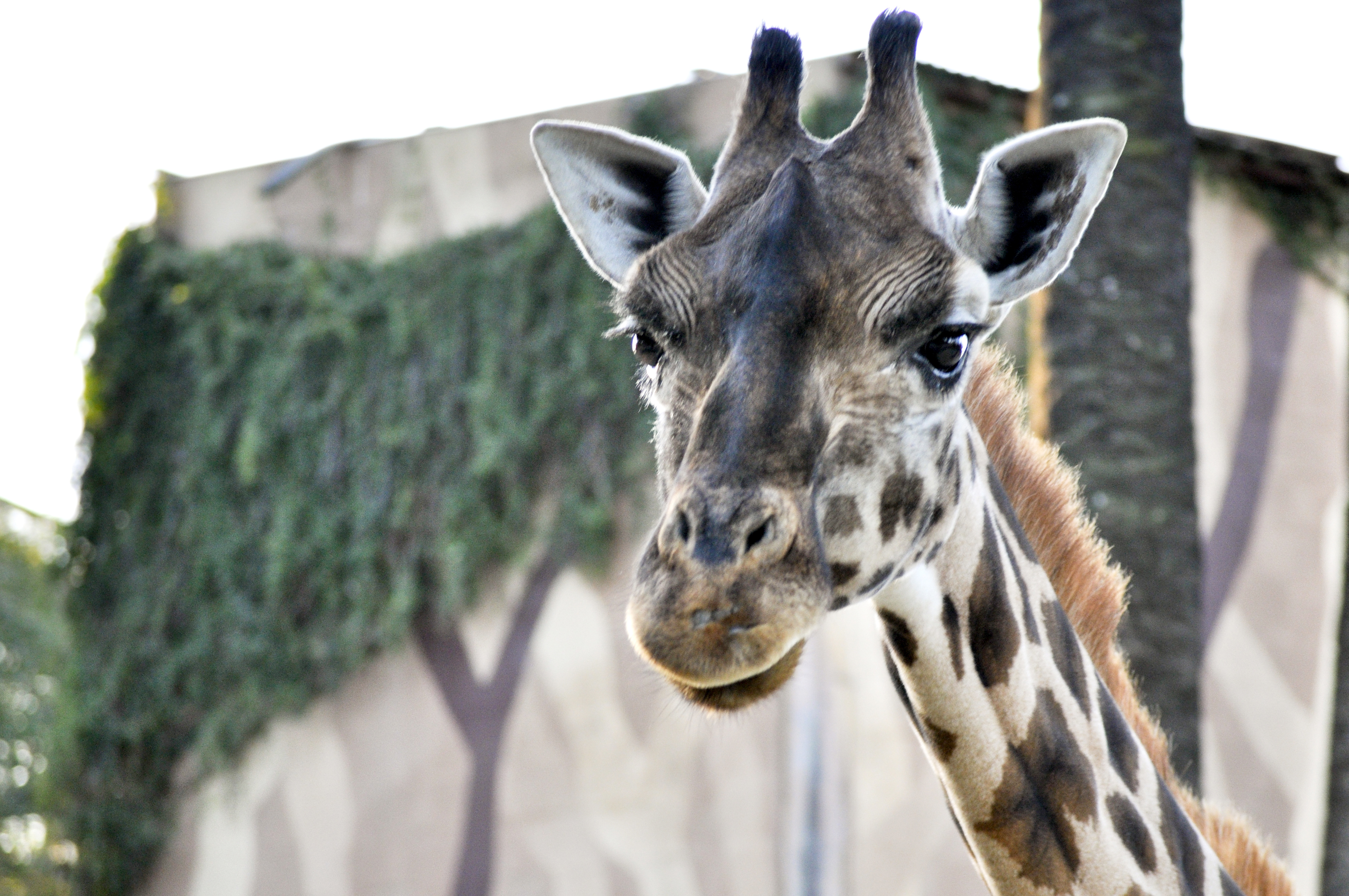
长颈鹿
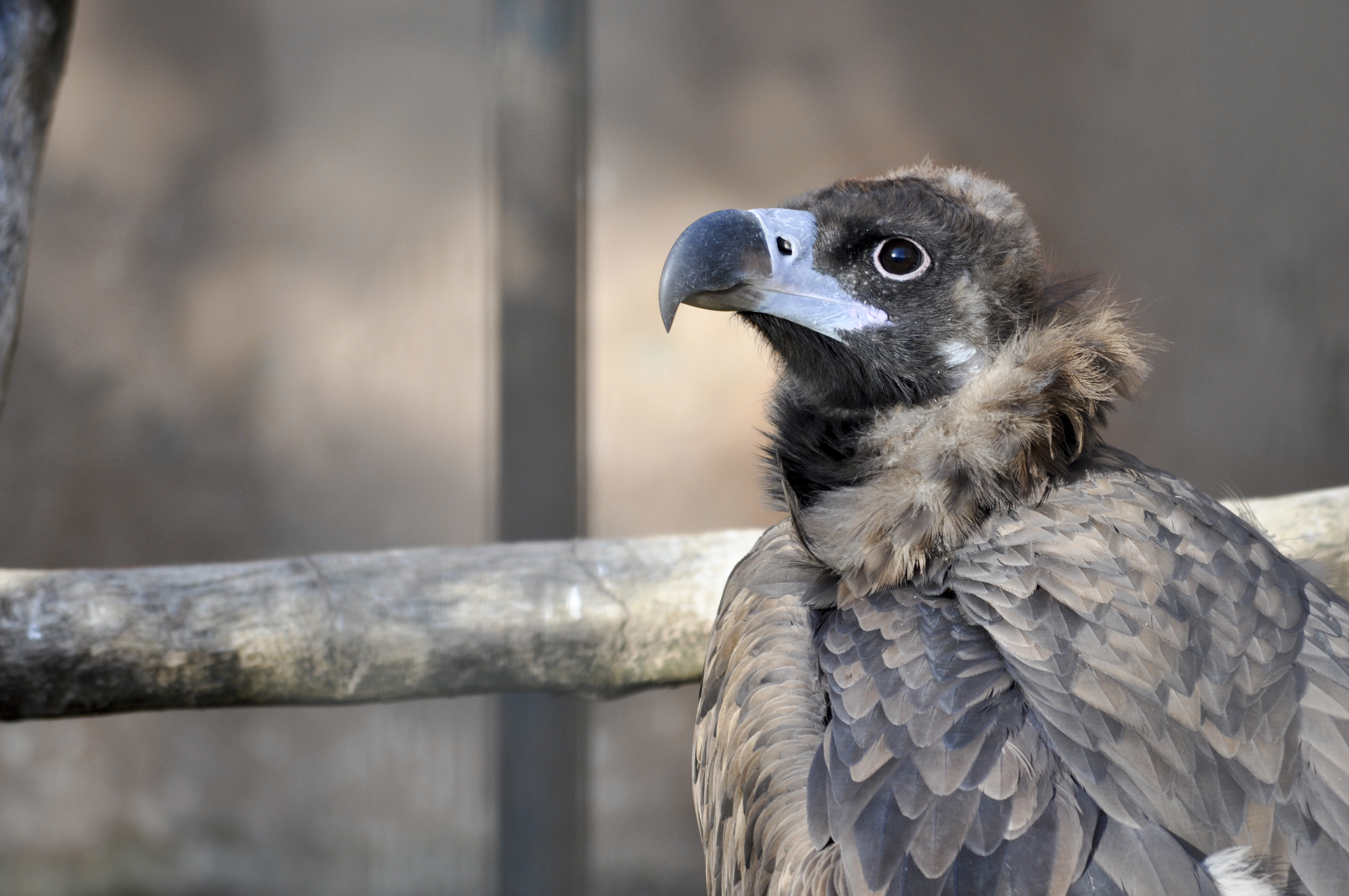
秃鹫
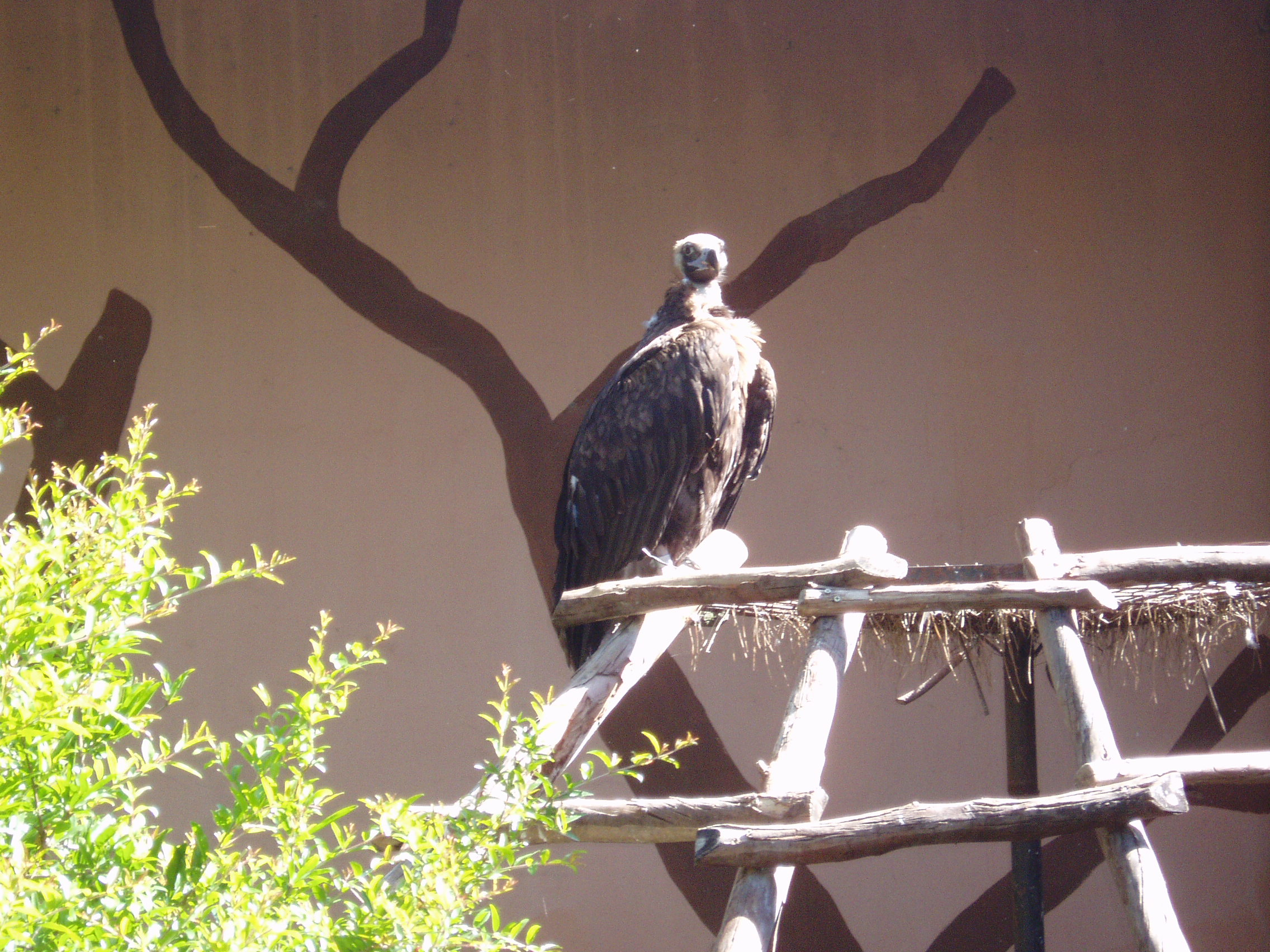
秃鹫
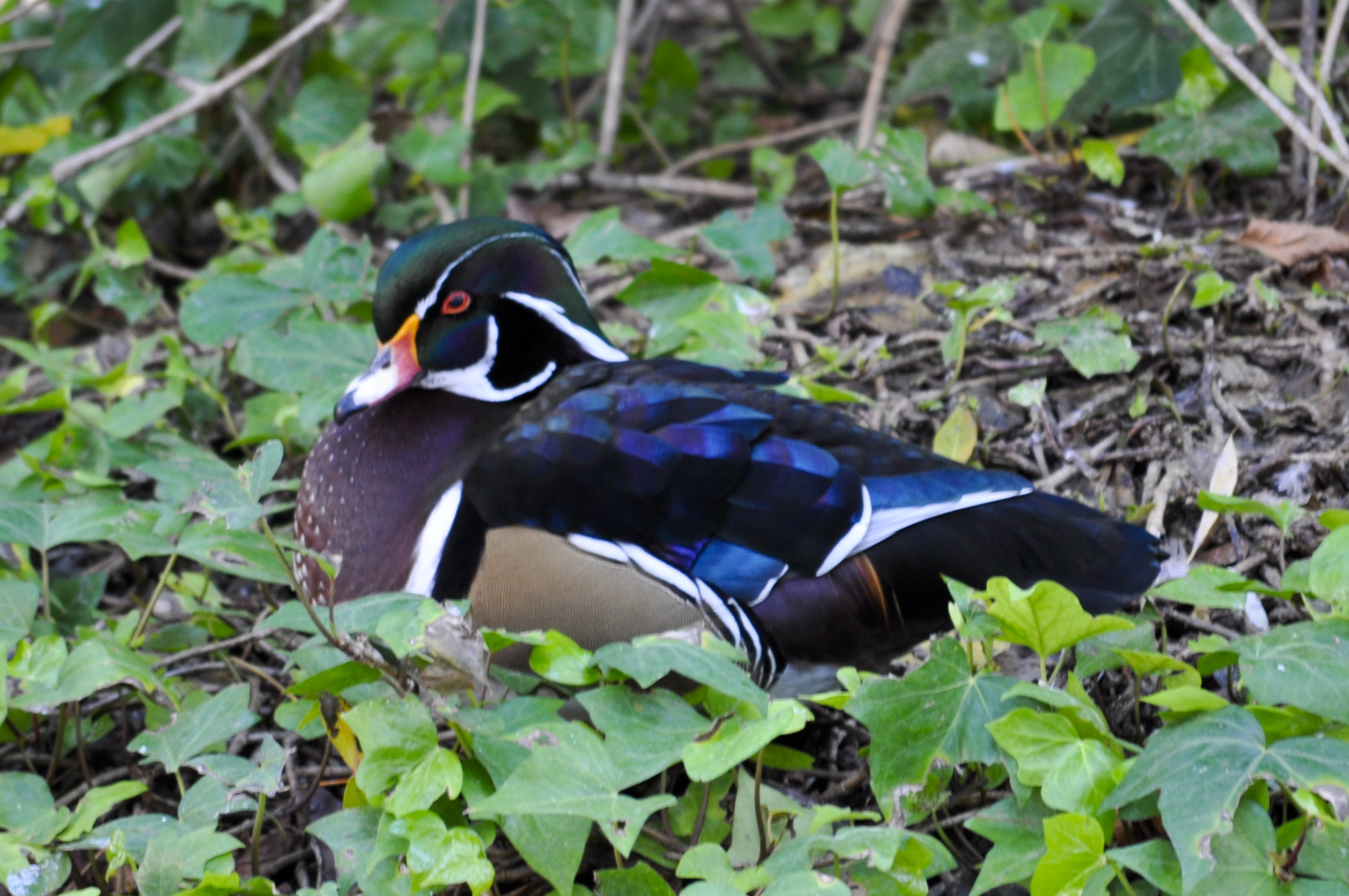
美洲木鴨
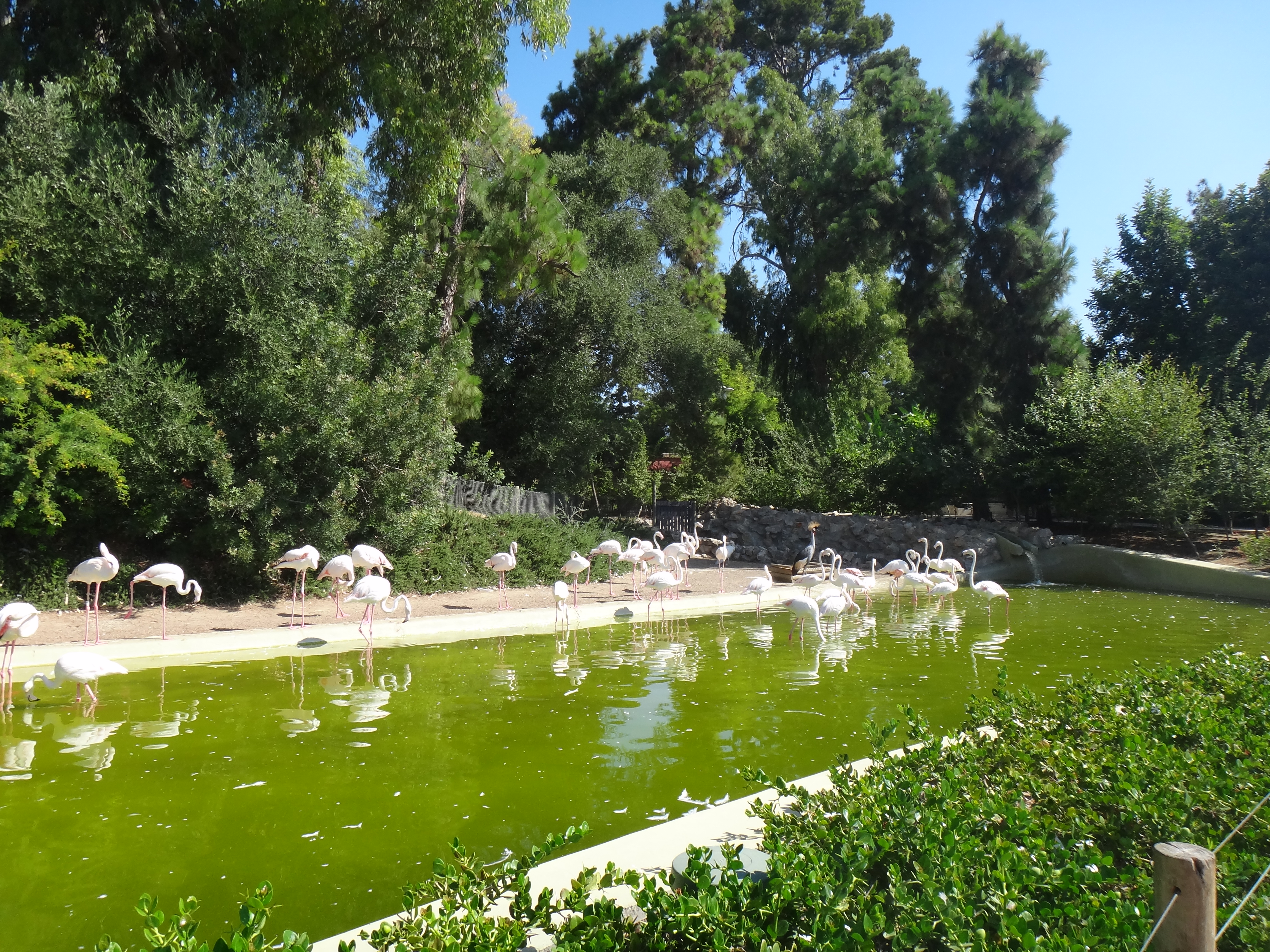
火烈鸟